# 三脉守宫木
三脉守宫木（学名：Sauropus trinervius）为大戟科守宫木属下的一个种。